# ميرا كومار
مييا كومار سياسية هندية ونائبة في البرلمان لمدة خمس سنوات وهي مرشحة التحالف التقدمي المتحد لرئيس الهند في انتخابات عام 2017. انتخبت غير متفرغة كأول امرأة رئيس لوك سابها وخدمت من 2009 إلى 2014.
وهي محامية ودبلوماسية سابقة. قبل أن تكون عضوًا في لوك سابها 15، تم انتخابها في وقت سابق إلى 8، 11، 12، 14 لوك سابها.
شغلت منصب وزيرة في مجلس الوزراء حيث كانت مسؤولة عن وزارة العدالة الاجتماعية وتمكين حكومة مانموهان سينغ بقيادة الحكومة (2004-2009).
وقد تم ترشيحها كمرشح رئاسي مشترك من قبل أحزاب المعارضة الرئيسية للانتخابات الرئاسية لعام 2017 ولكنها خسرت أمام رام ناث كوفيند بعد حصولها فقط علي 34.35% من الأصوات.

## حياة سابقة
ولدت ميرا كومار في حي آرا، بيهار إلى نائب رئيس الوزراء السابق وزعيم الداليت البارز، جاغيفان رام، ومقاتل الحرية اندراني ديفي
حضرت مدرسة ويلهام للبنات، دهرادون ومدرسة ماهاراني غاياتري ديفي العامة للبنات في جايبور. درست في باناسثالي فيديابيث لفترة قصيرة. أكملت لها M.A وL.L.B. في كلية إندرابراسثا وميراندا هاوس، جامعة دلهي. كما حصلت على الدكتوراه الفخرية من باناسثالي فيديابيث في عام 2010.

## مهنة

### الخدمة الخارجية
في عام 1975، انضمت إلى الخدمة الخارجية الهندية وأمضت حياتها في العديد من البلدان.

### الحياة السياسية
دخلت ميرا كومار السياسة الانتخابية في عام 1985 وانتخبت، على تذكرة المؤتمر الوطني العراقي من بيجنور في ولاية اوتار براديش، وهزيمة الثقل السياسي مثل رام فيلاس باسوان وماياواتي، واثنين من قادة داليت قوية من السياسة الهندية. كانت عضوا في لوك سابهاس 6 و11 و12 من كارول باغ في دلهي. فقدت مقعدها في موجة حزب بهاراتيا جاناتا عام 1996، لكنها تمكنت من إعادة انتخابها بأغلبية كبيرة من دائرة والدها السابقة في ساسارام في بيهار في عامي 2004 و2009 .. في الانتخابات العامة عام 2014، اعترض كومار وخسر أمام تشيدي باسوان من ساسارام بفارق 327 صوتا.
عملت في حكومة أوبا بقيادة الكونغرس كوزيرة للعدالة الاجتماعية والتمكين من 2004 إلى 2009. في عام 2009، تم إدخالها لفترة وجيزة كعضو في مجلس الوزراء كوزير اتحاد للموارد المائية. وبعد ترشيحها لمنصب رئيس مجلس النواب لوك سابها، قدمت استقالتها بعد ثلاثة أيام من توليها منصب وزاري. انتخبت كأول امرأة تتحدث عن لوك سابها. شغلت منصب رئيس مجلس النواب من 2009 إلى 2014.